# Liste der Monuments historiques in Kergrist-Moëlou
Die Liste der Monuments historiques in Kergrist-Moëlou führt die Monuments historiques in der französischen Gemeinde Kergrist-Moëlou auf.

## Liste der Bauwerke
| Bezeichnung       | Beschreibung | Standort           | Kennzeichnung | Schutzstatus | Datum | Bild           |
| ----------------- | ------------ | ------------------ | ------------- | ------------ | ----- | -------------- |
| Haus              |              | (Lage)             | PA00089214    | Inscrit      | 1964  |                |
| Kirche Notre-Dame |              | (Lage)             | PA00089213    | Classé       | 1921  | weitere Bilder |
| Kapelle St-Lubin  |              | Saint-Lubin (Lage) | PA00089212    | Inscrit      | 1925  | weitere Bilder |

## Liste der Objekte

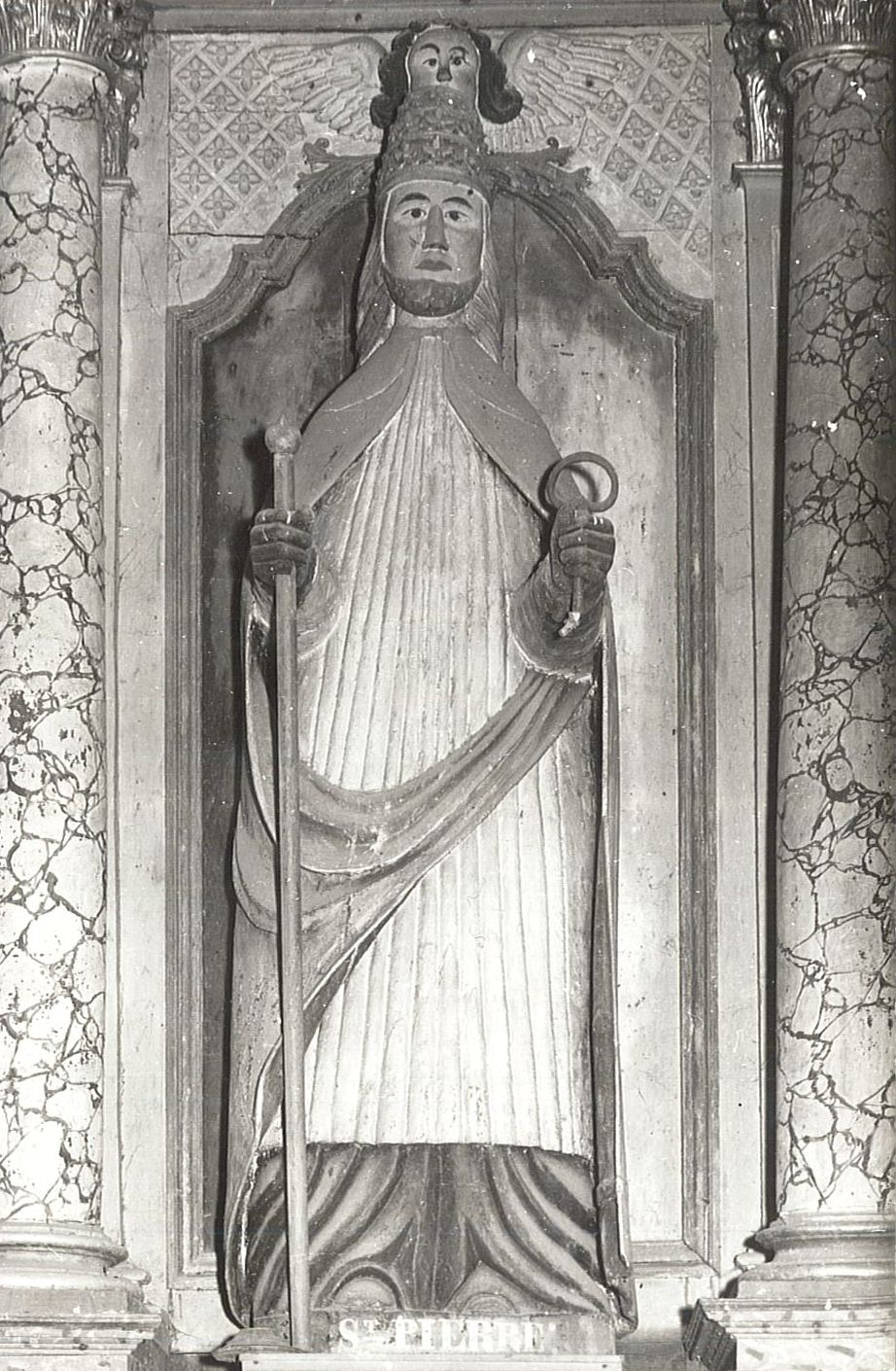
Skulptur des Apostels Petrus (um 1700) in der Kapelle St-Lubin

- Monuments historiques (Objekte) in Kergrist-Moëlou in der Base Palissy des französischen Kultusministeriums